# Рейп'є
'т-Рейп'є (нід. 't Rijpje) — селище в нідерландській провінції Північна Голландія. Входить до муніципалітету Схаген.
Його площа становить 1,45 км², а населення станом на 2021 рік складало 150 осіб.